# 彭谷 (加利福尼亞州)
彭谷（英語：Penn Valley）是位於美國加利福尼亞州內華達縣的一個人口普查指定地區。

## 地理
彭谷的座標為39°11′54″N 121°11′20″W / 39.19833°N 121.18889°W，而該地最高點為海拔高度427米（即1401英尺）。

## 人口
根據2010年美國人口普查的數據，彭谷的面積為5.495平方千米，當中陸地面積為5.495平方千米，而水域面積為0.000平方千米。當地共有人口1621人，而人口密度為每平方千米294人。